# Никола Громков
Никола Громков Иванов, повече известен по презимето си Никола Громков, е бивш футболист и треньор по футбол от Видин.

## Футболист
Започва да тренира футбол на 15-годишна възраст в отбора на ДСО „Червено знаме“ (Видин). След като навършва 18 години, заминава за военна служба в София. От 1957 до 1961 г. играе във военния отбор „Танкист“ (София) от системата на ЦСКА.
През 1961 г., когато се уволнява от военната служба, се завръща във Видин. В следващите 16 години с № 1 е на вратата на родния отор, който е преименуван на „Бенковски“ и после на „Бдин“.
Има 364 изиграни мача за Б РФГ. Също така записва сезон и в А група със състава на „Дунав“ (Русе) през сезон 1965 – 1966 г., като допуска само 30 гола от 38 изиграни мача за целия сезон.
През 1977 г., след 20-годишна кариера, Громков спира да се състезава. Оставя неподобрен рекорд за Б РФГ – 18 спасени дузпи.
След това пази за ветеранския отбор на „Бдин“, с който достига до 2-ро място на шампионата за ветерани през 1980 г.

## Треньор
След като спира да се състезава, Громков завършва треньорска школа в София и се прибира във Видин, където става помощник-треньор на „Бдин“ и треньор на вратарите.
След дълги години работа в отбора става старши треньор на новосформирания тогава отбор на „Локомотив“ (Видин), с който за 3 сезона достига до Б РФГ през сезон 1994 – 1995 г.
През 1996 г. отново се връща за кратко в „Бдин“, но след като отборът отпада от Б РФГ, слага край и на треньорската си кариера.